# Ginástica artística nos Jogos Olímpicos de Verão de 2004 - Cavalo com alças
A final masculina do cavalo com alças da ginástica artística nos Jogos Olímpicos de Verão de 2004 foi realizada no Olympic Indoor Hall de Atenas, em 22 de agosto.

## Medalhistas
| Ouro   | CHN Teng Haibin      |
| Prata  | ROU Marius Urzică    |
| Bronze | JPN Takehiro Kashima |

## Atletas classificados
- JPN Takehiro Kashima
- ROU Marius Urzică
- CHN Teng Haibin
- ESP Víctor Cano
- JPN Hiroyuki Tomita
- CHN Huang Xu
- ISL Runar Alexandersson
- USA Paul Hamm

## Resultados
| Pos.              | Ginasta                 | Nota A | Pen. | Total |
| ----------------- | ----------------------- | ------ | ---- | ----- |
| Medalha de ouro   | CHN Teng Haibin         | 10.00  |      | 9.837 |
| Medalha de prata  | ROU Marius Urzică       | 10.00  |      | 9.825 |
| Medalha de bronze | JPN Takehiro Kashima    | 10.00  |      | 9.787 |
| 4                 | CHN Huang Xu            | 10.00  |      | 9.775 |
| 5                 | ESP Víctor Cano         | 10.00  |      | 9.762 |
| 6                 | USA Paul Hamm           | 10.00  |      | 9.737 |
| 7                 | ISL Runar Alexandersson | 10.00  |      | 9.725 |
| 8                 | JPN Hiroyuki Tomita     | 9.80   |      | 9.062 |